# Tucquegnieux
Tucquegnieux è un comune francese di 2 652 abitanti situato nel dipartimento della Meurthe e Mosella nella regione del Grand Est. Il suo territorio è bagnato dal fiume Woigot, affluente dell'Orne.

## Società

### Evoluzione demografica
Abitanti censiti